# 万寿塔 (石狮市)
24°43′21″N 118°40′21″E / 24.72250°N 118.67250°E
万寿塔位于中国福建省石狮市永宁镇塔石村，俗称姑嫂塔，又称关锁塔，2006年被列为第六批全国重点文物保护单位。
万寿塔建于南宋绍兴年间，为八角五级仿木楼阁式空心石塔，高22.86米，底层边长3.8米。第一层西面开一拱形门，二层以上各层皆有两门，转角倚柱楼塑梅花形，顶置盲形护斗。塔身层层上缩，每层叠涩出檐，皆有园栏环护。塔内石阶可以盘登塔顶，第三层门额上刻存“万寿宝塔”四字。最上层外壁置石龛，龛内浮雕二女，世俗指二象系传说中之姑嫂肖像。